# Messelberg
Der Messelberg ist ein 749,3 m ü. NHN hoher Berg der Schwäbischen Alb östlich von Donzdorf. Seine markante Form prägt und beherrscht die Umgebung.

## Messelstein
An der höchsten Stelle des Messelbergs springt eine zu Fuß leicht erreichbare Felsklippe in nordwestlicher Richtung aus dem bewaldeten Steilhang heraus, der Messelstein. Aus dessen exponierter Lage kann man bei klarer Sicht bis zum 130 km entfernten Schwarzwald blicken.
Hier befindet sich eine kleine Burganlage sowie eine vorgeschichtliche Fundstelle, die als Kultplatz interpretiert wurde.

## Wanderwege
Über den Messelberg führt der Schwäbische-Alb-Nordrand-Weg.

## Flugplatz
Auf der Hochebene des Messelberges, 1,7 km südöstlich des Messelsteins, liegt der Flugplatz Donzdorf. Er wird von der Fliegergruppe Donzdorf betrieben. Westlich davon, direkt am Albtrauf, liegt ein Startplatz für Drachen- und Gleitschirmflieger.

## Bilder

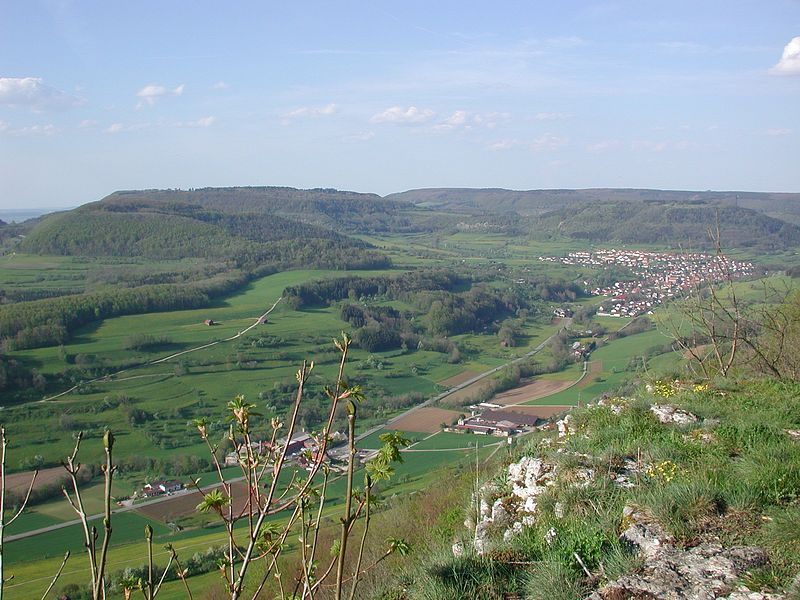
Messelstein mit Blick zum Kalten Feld (links)
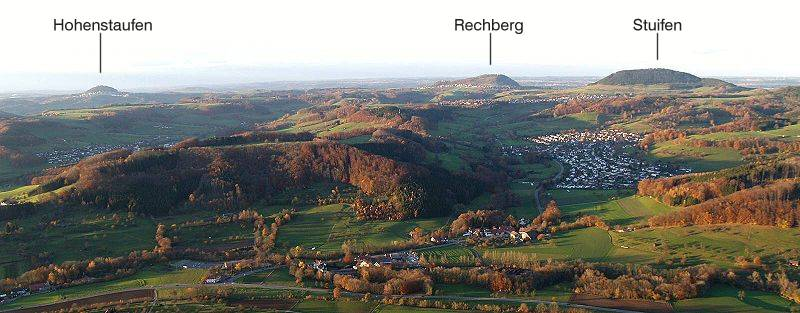
Herbstlicher Blick vom Messelstein nach Norden auf die Drei Kaiserberge
Panorama vom Messelstein mit den Orten Donzdorf, Winzingen, Grünbach und Nenningen